# Продан Василь Васильович
Василь Васильович Продан (нар. 15 березня 1988) — український футболіст, півзахисник.

## Життєпис

### Ранні роки
Вихованець одеських ДЮСШ-11 «Чорноморець» (2002—2005) та ДЮСШ-9 «Спартак» (липень 2004), у футболці яких виступав у ДЮФЛУ.

### «Дністер» (Овідіополь)
У липні 2005 року приєднався до «Дністра». Дебютував у футболці овідіопольського клубу 20 серпня 2005 року в програному (1:3) виїзному поєдинку 2-о туру групи Б Другої ліги проти «Севастополя». Василь вийшов на поле на 60-й хвилині, замінивши Костянтина Кулика. Дебютним голом за «Дністер» відзначився 17 вересня 2005 року на 68-й хвилині нічийного (1:1) виїзного поєдинку 6-о туру групи Б Другої ліги проти «Єдності». Продан вийшов на поле на 63-й хвилині, замінивши Вадима Юрченка. У складі овідіопольського клубу в Другій та Першій лігах чемпіонату України зіграв 159 матчів (7 голів), ще 6 матчів зіграв у кубку України. У червні 2011 року залишив овідіопольський колектив.

### «Реал Фарма» (Овідіополь)
У серпні 2011 року перейшов до южненського «Реал Фарми». Дебютував у футболці овідіопольського клубу 20 серпня 2011 року в переможному (1:0) домашньому поєдинку 5-о туру групи А Другої ліги проти херсонського «Кристалу». Василь вийшов на поле в стартовому складі, а на 86-й хвилині його замінив Олег Кошелюк. Дебютним голом за «Реал Фарму» відзначився 1 жовтня 2011 року на 20-й хвилині програного (1:4) домашнього матчу 11-о туру групи А Другої ліги проти новокаховської «Енергії». Продан вийшов на поле в стартовому складі, а на 79-й хвилині його замінив Олег Кошелюк. 1 лютого 2012 року підписав контракт з ПФК «Суми». Побував із сум'янами на третьому тренувальному зборі, проте зрештою повернувся до «Реал Фарми». Загалом же в складі овідіопольського клубу відіграв два з половиною сезони, за цей час у Другій лізі провів 66 матчів (18 голів), ще 2 матчі (1 гол) зіграв у кубку України. Учасник зимової першості Одеси 2011/12 років у складі «Реал Фарми».

### «Оболонь-Бровар» (Київ)
Під час зимової паузи сезону 2013/14 років підписав контракт з «Оболонь-Бровар». Дебютував за столичну команду 29 березня 2014 року в програному (1:2) домашньому поєдинку 25-о туру Другої ліги проти комсомольського «Гірник-спорту». Василь вийшов на поле в стартовому складі, а на 74-й хвилині його замінив Валерій Заваров. 28 лютого 2014 року разом з «пивоварами» виграв Меморіал Щанова. Дебютним голом за київську команду відзначився 9 квітня 2014 року на 35-й хвилині переможного (2:0) домашнього поєдинку 27-о туру Другої ліги проти білоцерківського «Арсенал-Київщини». Продан вийшов на поле в стартовому складі, а на 90-й хвилині його замінив Євгеній Пронак. Декілька разів потрапляв до символічних збірних туру за версією інтернет-видань UA-Футбол та Football.ua. Окрім цього потапляв до символічної збірної півріччя за версією Football.ua У середині липня 2018 року продовжив контракт з клубом. Наприкінці липня 2018 року виходив на поле в двох матчах Першої ліги. З серпня до початку вересня 2018 року перебував у заявці на матчі чемпіонату, проте на футбольне поле не виходив, в з середини вересня — більше не потрапляв до заявок. У складі «Оболоні» в чемпіонатах України зіграв 98 матчів (30 голів), ще 8 матчів (3 голи) провів у кубку України.

## Досягнення
«Дністер» (Овідіополь)
- Друга ліга чемпіонату України (група «Б»)
  -  Чемпіон (1): 2006/07

«Оболонь-Бровар» (Київ)
- Перша ліга чемпіонату України
  -  Бронзовий призер (1): 2015/16

- Друга ліга чемпіонату України
  -  Срібний призер (1): 2014/15